# Amylocorticium
Amylocorticium Pouzar (skórkobłonka) – rodzaj grzybów z rodziny Amylocorticiaceae.

## Charakterystyka
Grzyby kortycjoidalne o bazydiokarpie początkowo lekko błonkowatym, później grubszym i błoniastym. Hymenofor gładki, zwykle biały do żółtawego. System strzępkowy monomityczny, strzępki septowane ze sprzążkami lub bez, cienkościenne, strzępki podskórne luźno splecione, strzępki w subhymenium ułożone w gęstszą warstwę. Cystydy nieobecne lub obecne, w każdym razie tylko hyfoidalne. Podstawki maczugowate lub nieco maczugowate, z 4-sterygmamii, z prostą przegrodą lub sprzążką bazalną. Bazydiospory wąsko elipsoidalne do kiełbaskowatych, o szerokości do 3 μm, cienkościenne, gładkie i amyloidalne.
Amylocorticium charakteryzują się przede wszystkim gładkością owocnika i amyloidalnością bazydiospor, w budowie mikroskopowej nie występują żadne inne niezwykłe elementy. Amylocorticium ma podobne cechy jak Anomoporia, z wyjątkiem poroidalnego hymenoforu. Analiza molekularna przeprowadzona przez Larssona i in. (2004) zwróciła uwagę na tę zależność; w istocie Amylocorticium, Anomoporia, Ceraceomyces i Hypochniciellum mają wspólną amyloidalność bazydiospor (z wyjątkiem Ceraceomyces) i rozwijają się na takim samym podłożu.

## Systematyka i nazewnictwo
Pozycja w klasyfikacji według Index Fungorum: Amylocorticiaceae, Amylocorticiales, Agaricomycetidae, Agaricomycetes, Agaricomycotina, Basidiomycota, Fungi.
Polską nazwę zarekomendował Władysław Wojewoda w 2003 r.
Gatunki występujące w Polsce:
- Amylocorticium canadense (Burt) J. Erikss. & Weresub 1974 – skórkobłonka kanadyjska[4]
- Amylocorticium cebennense (Bourdot) Pouzar 1959 – skórkobłonka biaława
- Amylocorticium laceratum (Litsch.) Hjortstam & Ryvarden 1980[5]
- Amylocorticium subincarnatum (Peck) Pouzar 1959 – skórkobłonka czerwonawa
- Amylocorticium subsulphureum (P. Karst.) Pouzar 1959 – skórkobłonka żółtawa

Nazwy naukowe na podstawie Index Fungorum. Wykaz gatunków i nazwy polskie według Władysława Wojewody i innych.